# Hestiatorion d'Épidaure
L'Hestiatorion d’Épidaure ou Hestiatorium, (grec ancien : έστιατόριον) « salle des banquets »), appelé aussi Gymnase d'Épidaure est un édifice faisant partie du sanctuaire d’Asclépios à Épidaure, en Argolide dans le dème d’Épidaure en Grèce.

## Fonction du bâtiment
L'Hestiatorion est la salle des banquets rituels, mais c'est aussi un gymnase lors des jeux asclépiens.

## Description
Le bâtiment rectangulaire mesure 70 par 75 m de côté. Son entrée monumentale est constituée par un propylée ou Propylon dont subsiste l'angle nord-est. 
Dans la vaste cour intérieure, il a été construit à l'époque romaine un odéon.

## Quelques vues du bâtiment

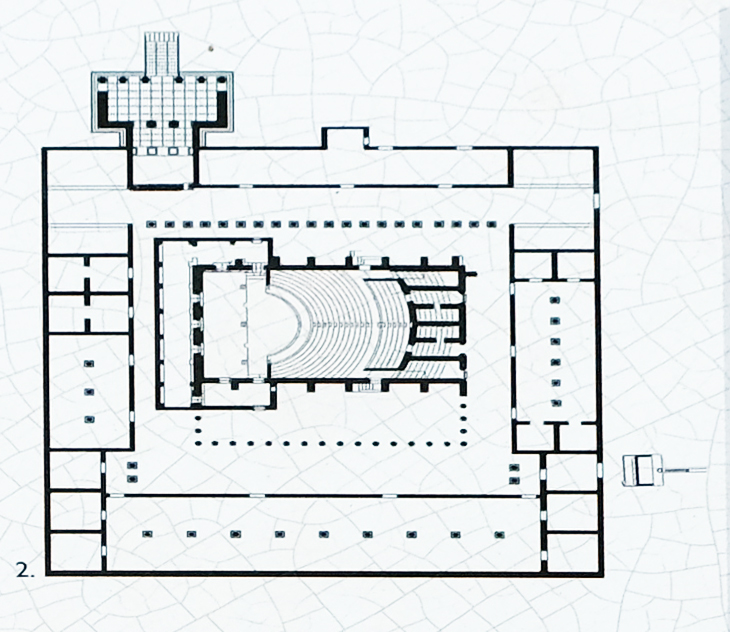
Plan de l'Hestiatorion
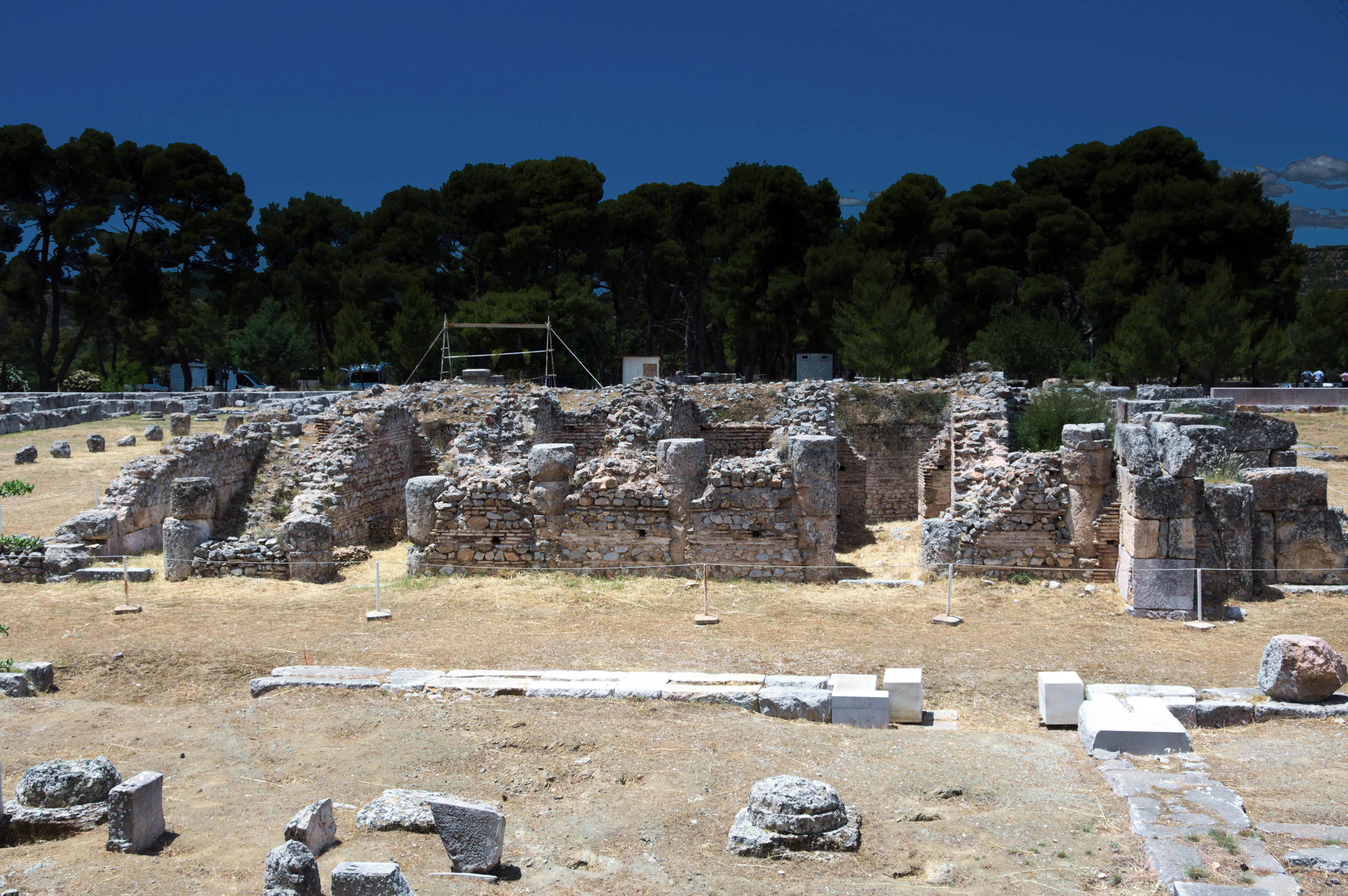
Ruines de l'Odéon romain.
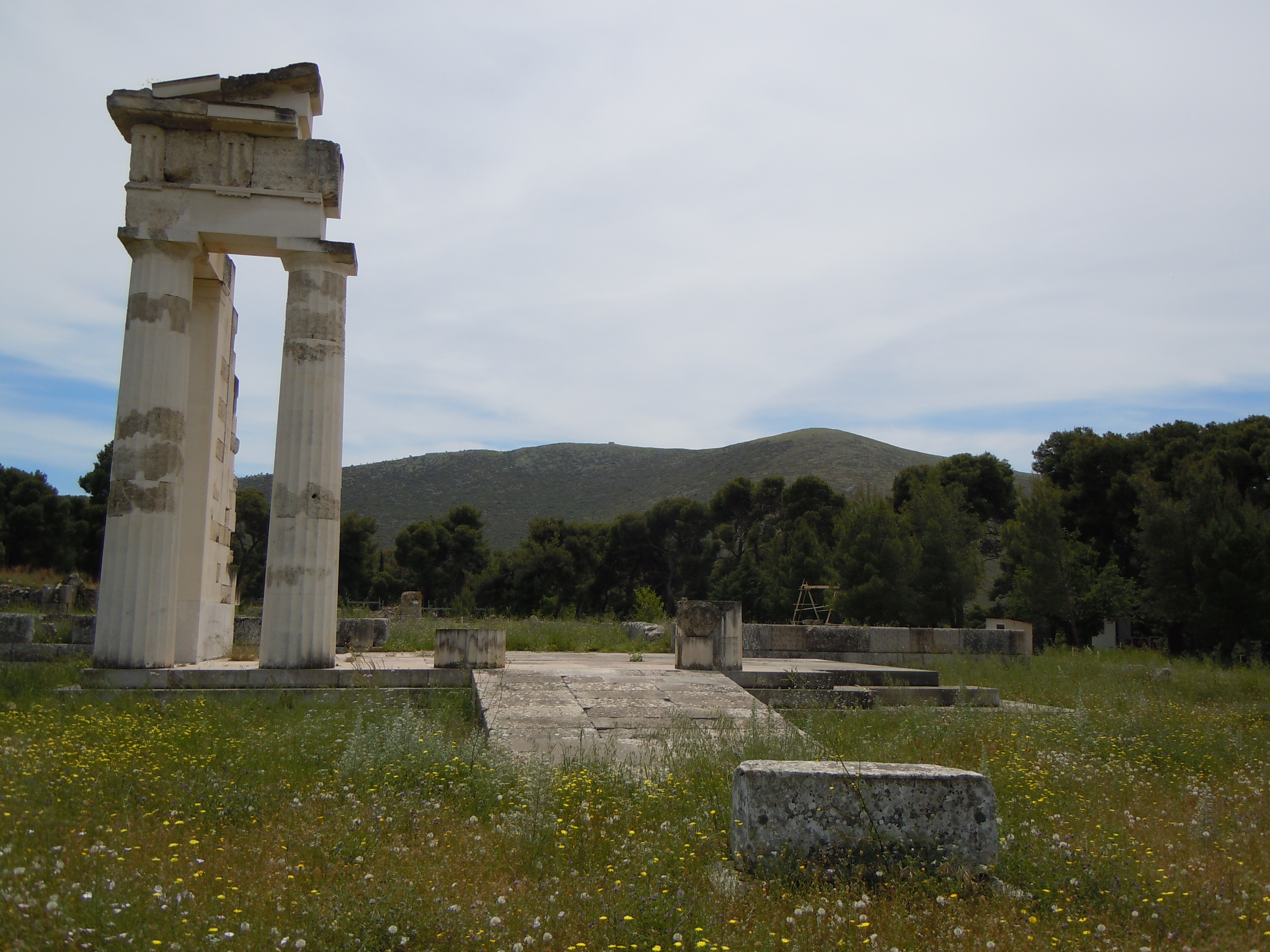
Le Propylon (après anastylose de 2008)